# 武井武雄
武井 武雄（たけい たけお、1894年〈明治27年〉6月25日 - 1983年〈昭和58年〉2月7日）は、童画家、版画家、童話作家、造本作家である。
童話の添え物として軽視されていた子供向けの絵を「童画」と命名し、芸術の域にまで高めた。武井武雄の童画は、大胆な構図や幾何学的な描線によって、モダンかつナンセンスな味わいを感じさせ、残された作品はいまもって古びていない。『コドモノクニ』をはじめとした児童雑誌の挿画、版画、図案（デザイン）、おもちゃの研究・創作「イルフ・トイス」、本自体を芸術作品と捉えた「刊本作品」、童画批評など多岐多彩な分野で作品を残した。

## 生い立ち
長野県諏訪郡平野村（現岡谷市）西堀の裕福な地主の家に生まれる（父：慶一郎、母：さち）。武井家は諏訪藩で御中小姓を代々務め、藩の御用のかたわら、私塾（無事庵）を開き地域の子ども達の教育に熱心に取り組んだ。武雄の父慶一郎も平野村長を務めるなど地域に貢献した人物であった。その慶一郎の一人息子である武雄は、幼い頃は病弱で、多くの時間を家の中で過ごし、友達も少なかった。そこで空想の中に「妖精ミト」という友達を創り出し、童話の世界で一緒に遊んでいた。この経験は、生涯武井の中から消えることはなく、童画を描く原点になったのではないかといわれている。

## 年譜
| 『コドモノクニ』表紙、左から1926年（大正15年）10月号 / 12月号。武井武雄画。 |  | 『コドモノクニ』表紙、左から1926年（大正15年）10月号 / 12月号。武井武雄画。 |
| 『コドモノクニ』表紙、左から1926年（大正15年）10月号 / 12月号。武井武雄画。 |  |                                                                             |

- 1913年 - 長野県立諏訪中学校（現長野県諏訪清陵高等学校）卒業。
- 1919年 - 東京美術学校（現東京芸術大学）西洋画科卒業。
- 1922年 - 東京社が創刊した絵雑誌『コドモノクニ』創刊号のタイトル文字及び表紙絵を担当、その後絵画部門の責任者（絵画主任）となる。
- 1923年 - 処女童話集『お伽の卵』出版。
- 1925年 - 初の個展を開催。このときに用いられた「童画」という言葉がのちに定着する。
- 1927年 - 岡本帰一、清水良雄、深沢省三、川上四郎、初山滋、村山知義とともに日本童画家協会を結成。
- 1929年 - 自ら創案した新作の玩具・小手工芸品「イルフ・トイス」展を開催。
- 1935年 - 「刊本作品」の制作を始める。
- 1944年 - 恩地孝四郎の推薦で日本版画協会会員となる。

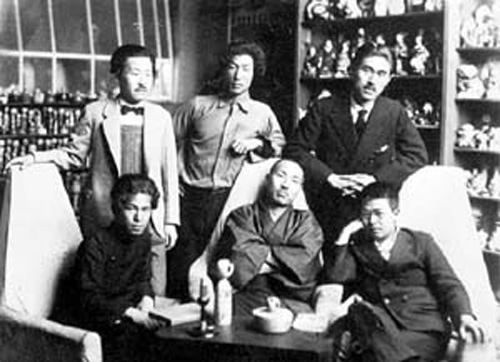
日本童画家協会の創設メンバー

- 1946年 - 日本童画会結成。会員となる。文化団体「双燈社」を起こす。
- 1959年 - 紫綬褒章受章。
- 1967年 - 勲四等旭日小綬章受章。
- 1983年 - 死去。墓所は岡谷市堂庵墓地。
- 2015年 - 4月より、岡谷市のデザインナンバープレートと家屋調査済証に武井の童画を使用。
- 2024年 - 生誕130周年を迎える[1]。

## 刊本作品
刊本作品とは本をその内容である絵、話だけではなく、印刷、装幀、函の全てにおいて表現の一つであると捉え制作された作品である。それ故に作品ごとにその装幀が異なり、そのこだわりは紙の繊維を得るためにパピルスを栽培したというものまである。その美しさから「書物の芸術」「本の宝石」と呼ばれる。当初は「豆本」としていたが、42号以降が「刊本作品」とされている。「親類」と呼ばれる約300名の会員にのみに実費で頒布されたため、各々の本に通し番号がついており、図書館などへの収蔵も少なく「幻の美書」となっている。初号は昭和10年の「十二支絵本」で、通算139作が制作された。

## イルフ・トイス
イルフとは、古い（フルイ）の反対で新しいという意味の武井による造語。新しい様式のおもちゃの創造することをめざしていた。

## 主な著作
- 『童話集 お噺の卵』目白書房、1923年（1976年、講談社より文庫化）
- 『ペスト博士の夢』金星堂児童部、1924年
- 『ラムラム王』叢文閣、1926年

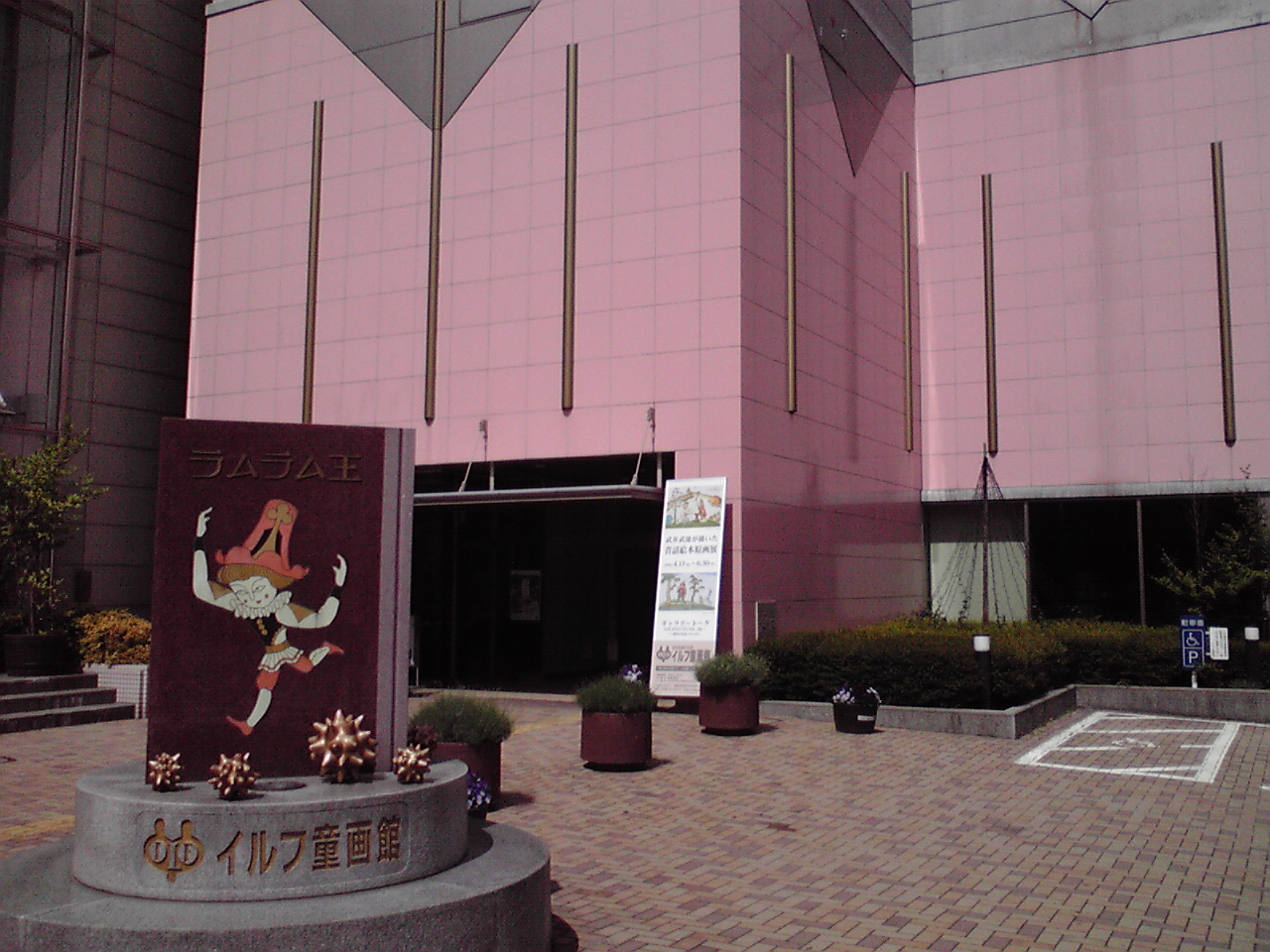
イルフ童画館入口看板の「ラムラム王」

- 『武井武雄画噺1 あるき太郎』丸善、1927年
- 『武井武雄画噺2 おもちゃ箱』丸善、1927年
- 『武井武雄画噺3 動物の村』丸善、1927年
- 『日本郷土玩具』地平社書房、1930年
- 『おもちゃ絵諸國めぐり』伊勢辰、1929-30年
- 『いろは四十八面集』伊勢辰、1932年
- 『武井武雄傑作童画集 第1輯』「コドモノクニ」秋の増刊、東京社、1934年（1978年、ほるぷ出版より復刻）
- 『赤ノッポ青ノッポ』鈴木仁成堂、1934年（のち1948年：講談社、1955年：小学館、1981年：集英社など刊行）
- 『地上の祭』アオイ書房、1938年
- 『愛蔵こけし図譜』吾八、1941年
- 『本とその周辺』中央公論社、1960年（のち文庫化）
- 『武井武雄童画集』盛光社、1967年
- 『戦中気侭画帳』『戦後気侭画帳』筑摩書房、1973年（のち文庫化）
- 『武井武雄作品集Ⅰ 童画』筑摩書房、1974年
- 『武井武雄作品集Ⅱ 版画』筑摩書房、1974年
- 『武井武雄作品集Ⅲ 刊本作品』筑摩書房、1974年
- 『武井武雄版画小品集』集英社、1982年

## 挿画・装幀など
- 『イソップものがたり』著＝楠山正雄、冨山房、1925年（2014年、冨山房インターナショナルより復刻）
- 『九月姫とウグイス』岩波の子どもの本10、著＝サマセット・モーム、訳＝光吉夏弥、岩波書店、1954年
- 『動物はみんな先生』著＝筒井敬介、中央公論社、1962年
- 『サーカス』著＝三島由紀夫、プレス・ビブリオマーヌ、1966年
- 『宮沢賢治童話集1』著＝宮沢賢治、中央公論社、1971年
- 『小川未明童話全集』著＝小川未明、講談社、1976年
- 『小川未明小説全集』著＝小川未明、講談社、1979年

ほか多数

## 関連施設

### 美術館など

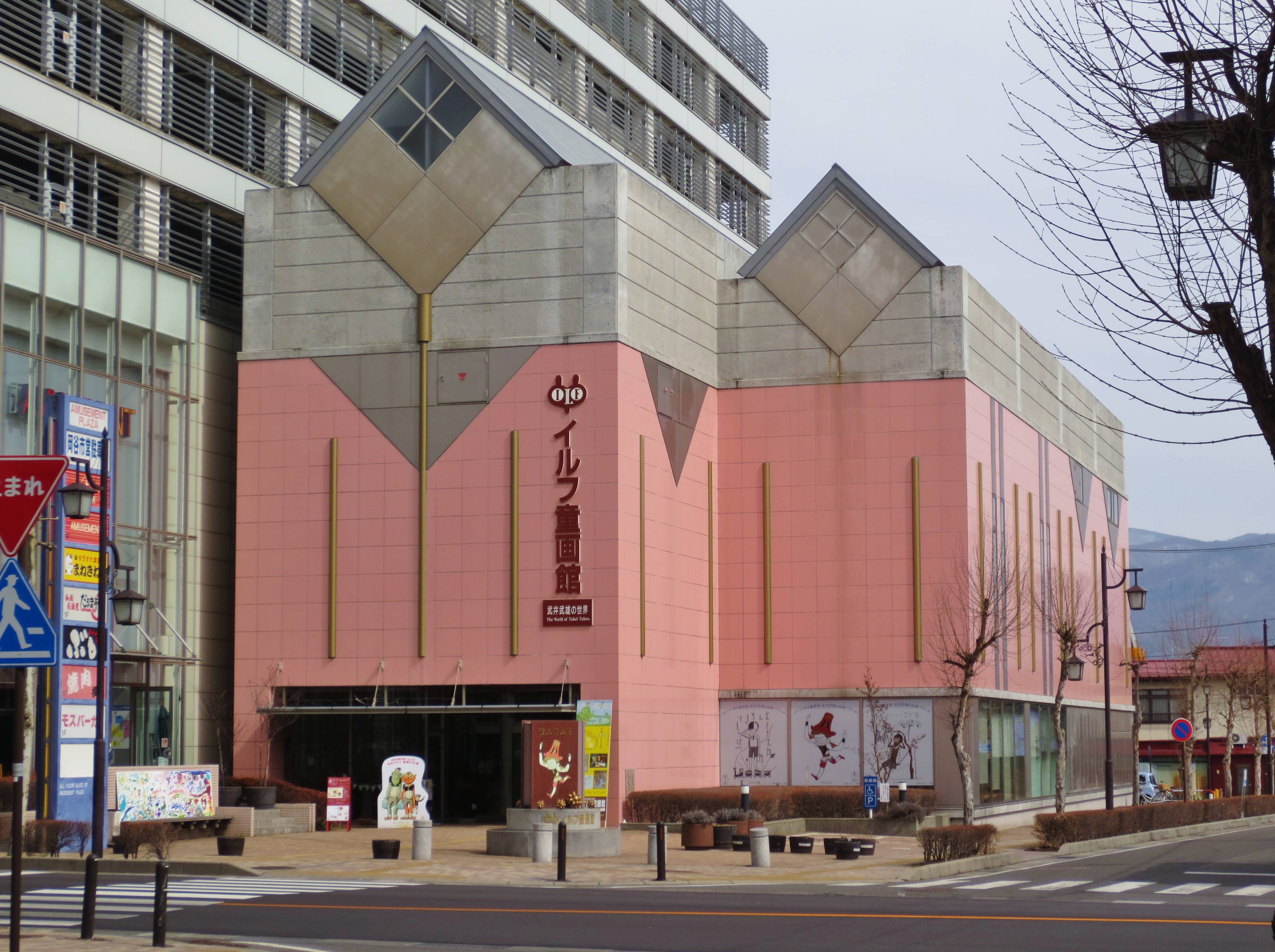
イルフ童画館

- イルフ童画館（日本童画美術館）

出身地の岡谷市に所在。武井武雄の童画、版画、刊本作品、ミニアチュールなど多数収蔵・展示されている。
- 市立岡谷美術考古館
- 茅野市美術館
- 弥生美術館

### 生家

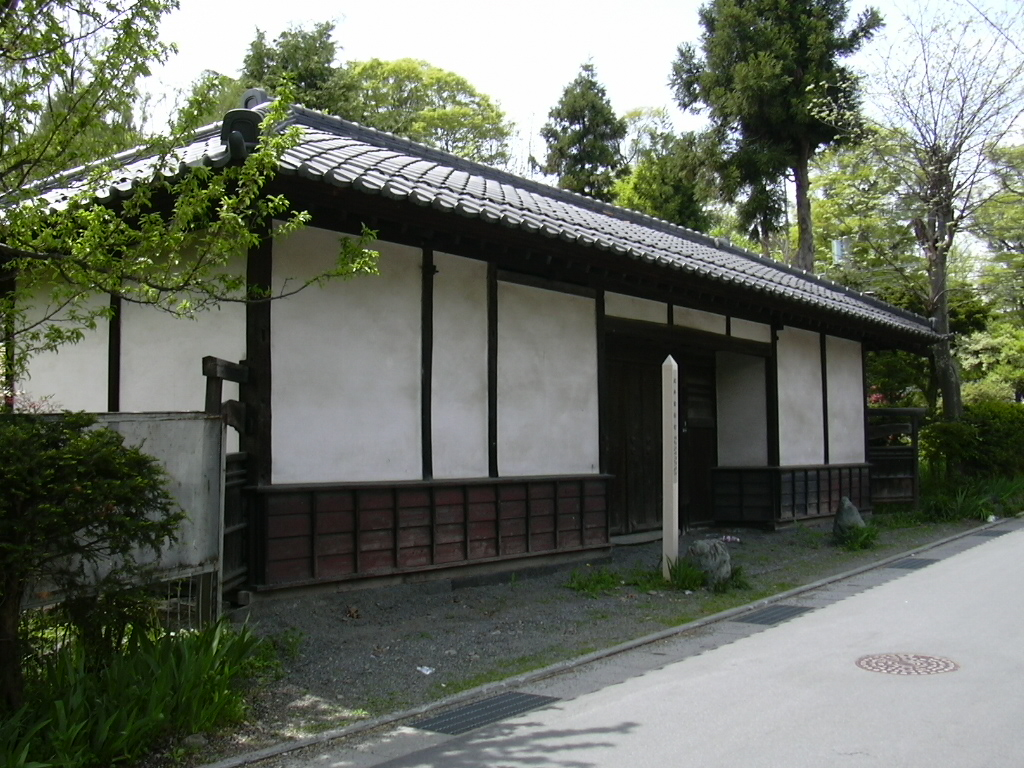
武井武雄生家の長屋門

岡谷市西堀の生家は、元禄時代の建築ともいわれ、長野県諏訪地方では現存する一番古い民家ではないかといわれていた。長野県の中・南信地方の代表的な建築様式である本棟造である。諏訪高島藩の武家住宅で現存しているものは三棟しかなく、武井武雄生家は主屋、長屋門、前栽畑及び土蔵（土蔵については取壊し済み）がセットで残っており、全国的にも貴重な建築物であった。その一方で、教員住宅として内部が改装された経緯があり、価値については疑問視する声もある。
2008年5月、土地建物が岡谷市に寄贈されたが、岡谷市は老朽化を理由に取り壊す方針であった。この方針に反対する署名が6,032筆集まり、2014年9月25日に岡谷市長あて「武井武雄生家の保存と活用を求める要望書」とともに提出されたが、2019年、隣接する西堀保育園を建て替えるため取り壊された。

## 参考書籍
- 『武井武雄：おとぎの国の王様』平凡社〈別冊太陽・絵本名画館〉、1985年。
- 武井武雄 著、武井三春 編『武井武雄の世界：青の魔法』彌生書房、192。
- 武井三春『父の絵具箱』ファイバーネット、1998年。
- 『武井武雄の本：童画とグラフィックの王様』平凡社〈別冊太陽・日本のこころ 216〉、2014年。

## 関連書籍
- 池袋モンパルナスの会、上笙一郎、尾崎眞人『池袋モンパルナスそぞろ歩き：〈池袋モンパルナス〉の童画家たち』明石書店、2006年。ISBN 978-4750323152。
- 伴田良輔、今村規子、山岸吉郎、河西見佳『懐かしいお菓子：武井武雄の「日本郷土菓子図譜」を味わう』新潮社、2020年。